# Дора (певица)
До́ра (настоящее имя — Да́рья Серге́евна Шиха́нова; род. 30 ноября 1999, Саратов, Россия) — российская певица, исполняющая подростковый поп-рок.

## Биография

### Детство
Родилась 30 ноября 1999 года в Саратове. В детстве она увлекалась поп-музыкой, вначале слушая русских исполнителей, которых транслировали по радио, но позже заинтересовалась и зарубежными артистами. Сама Шиханова к своим любимым песням относила «When You’re Gone» Аврил Лавин и «If I Were a Boy» Бейонсе. Несмотря на желание девочки заниматься в музыкальной школе, родители были против того, чтобы давать ей классическое образование. Шиханова пробовала брать уроки классической гитары, но бросила занятия сама, посчитав их скучными и неинтересными. Позднее, в девятом классе, она всё же решила самостоятельно изучить одну песню для школьного выступления — это была «Radioactive» от Imagine Dragons. Удачный концерт вдохновил девушку продолжить освоение гитары.

### Начало творческого пути
Под влиянием группы The Retuses Шиханова начала записывать кавер-версии любимых песен. Изначально она повторяла те же песни, что звучали в исполнении лидера The Retuses Михаила Родионова — «Шаганэ», «Заметался пожар голубой». Каверы песен Шиханова начала записывать в пятнадцатилетнем возрасте, когда училась в девятом классе школы. Через полгода она впервые придумала и записала собственную песню, но посчитала попытку неудачной — каверы в её исполнении нравились окружающим больше, чем её собственное творчество.
В 2017 году интересы Шихановой изменились — вместо инди-рока её заинтересовал эмо-рэп, в частности, альбом 17 XXXTentacion. Это было связано, в частности, с эмоциональными проблемами после перехода в новую школу, где девушку травили одноклассники.
Первое живое выступление Шихановой состоялось в подольском клубе «Смена» — это был концерт, организованный пабликом «Вечно XVII». Шиханова исполняла популярные грустные песни, такие как «Заметался пожар голубой» на стихи Есенина, «Выхода нет» группы «Сплин» и другие.
Сначала Шиханова записывала свои песни на IPhone. Позже она познакомилась с битмейкером, который помог исполнительнице с записью инструментальных партий и аранжировками. Одной из первых песен, записанных таким образом, стала «Таял» Леонида Фёдорова. Певице понравилось исполнять песни под аккомпанемент битов, и она решила продолжить сотрудничество. Позже они начали записывать собственные песни Шихановой, часть из которых попала в её дебютный альбом. В то время Шиханова выступала под никнеймом «Mental Affection» и писала депрессивные песни. Одна из них — получившая название «Рецидив» — была основана на тексте знакомого, у которого были проблемы с родителями и возникали мысли о самоубийстве; позднее Шиханова заявила, что ей стыдно за эту песню. Исполнительница также открыла для себя автотюн и стала использовать его в своих композициях, первой из которых стала «Не ругаюсь матом», которую Шиханова посчитала настоящим творческим прорывом.

### Дебютный альбом
Дебютный мини-альбом исполнительницы получил название «Я не коммерция» и был выпущен в 2019 году в собственном паблике. К тому времени Шиханова отказалась от псевдонима «Mental Affection», который было трудно запомнить поклонникам, и стала выступать под именем Дора, так Шиханову называла её мать. За неделю количество пользователей, подписанных на Шиханову в социальных сетях, увеличилось вдвое. Когда количество подписчиков достигло 40-50 тысяч, Шиханова стала задумываться о выпуске полноценного альбома. Она познакомилась с рэпером Владимиром Галатом из группы «Френдзона» и вместе они придумали песню «Дорадура» и ещё доделали несколько композиций. Трек «Дорадура» был единственным, который создавался с самого начала в её дебютном альбоме. В итоге эти песни вошли в состав альбома «Младшая сестра», записанного при поддержке знакомых Галата, которые занимались битмейкингом и сведением. Несмотря на сомнения авторов, «Дорадура» стала настоящим хитом. Сама Шиханова не была удивлена ростом популярности, так как целенаправленно шла к этому на протяжении нескольких лет, равняясь на творчество Гречки и Монеточки, которые «выстрелили» подобным образом ранее.
«Младшая сестра» представляла собой поп-роковое сочетание девичьего вокала и тяжёлой гитарной музыки. Сама Дора называла свой особенный стиль «кьют-роком» (англ. cute rock), что переводится как «милый рок». Песни были посвящены вопросам, которые волновали подростковую аудиторию — отношениям между молодыми людьми, социальным сетям, завидующим подругам, свиданиям в интернете и пр. Страница Доры Вконтакте набрала более 90 тысяч подписчиков (больше чем, к примеру, у группы «Буерак»), а за первые сутки альбом проиграли в соцсетях более 300 тысяч раз. В марте 2020 года певица выступила на Первом канале в программе «Вечерний Ургант», исполнив песню «Дорадура». Второй студийный альбом «Боже, храни кьют-рок» был выпущен 18 декабря 2020 года. Песня «Втюрилась», исполненная Дорой на итальянском языке под названием «Innamorata», была включена в новогодний выпуск «Вечернего Урганта» Ciao, 2020!, вошедший в тренды русского и итальянского YouTube.
В 2021 году попала в рейтинг российского издания Forbes «30 до 30» в категории «Музыка».

## Дискография

### Студийные альбомы
- 2019 — «Младшая сестра»
- 2020 — «Боже, храни кьют-рок»
- 2022 — «Miss»
- 2024 — «Lovesongs»

## Фильмография
| Год  |    | Название                               | Роль                          |
| ---- | -- | -------------------------------------- | ----------------------------- |
| 2023 | мф | Леди Баг и Супер-Кот: Пробуждение силы | Маринетт Дюпен-Чен / Леди Баг |

## Видеоклипы
- 2019 — «Дорадура»[v 1]
- 2020 — «Не исправлюсь» (с Мэйби Бэйби)[v 2]
- 2021 — «Втюрилась»[v 3]
- 2022 — «Loverboy»[v 4]
- 2022 — «Я боюсь людей»[v 5]
- 2024 — «Зависима»[v 6]
- 2024 — «Лучше тебя»[v 7]
- 2025 — «ЁК»[v 8]